# Елферс (Флорида)
Елферс (енгл. Elfers) насељено је место без административног статуса у америчкој савезној држави Флорида.

## Демографија
По попису из 2010. године број становника је 13.986, што је 825 (6,3%) становника више него 2000. године.
| Група             | 2000.          | 2010.          |
| Белци             | 12.124 (92,1%) | 11.476 (82,1%) |
| Афроамериканци    | 126 (1,0%)     | 436 (3,1%)     |
| Азијати           | 120 (0,9%)     | 283 (2,0%)     |
| Хиспаноамериканци | 595 (4,5%)     | 1.562 (11,2%)  |
| Укупно            | 13.161         | 13.986         |